# Lawrenceville (Illinois)
Lawrenceville település az Amerikai Egyesült Államok Illinois államában, Lawrence megyében, melynek megyeszékhelye is. Lakosainak száma 4164 fő (2020. április 1.).

## Népesség
A település népességének változása:

| 2010 | 4 348 |
| 2020 | 4 164 |